# Wolność tragiczna
Wolność tragiczna – tom poetycki Kazimierza Wierzyńskiego wydany w 1936.
Tom poświęcony jest zmaganiom o odzyskanie niepodległości Polski i roli Józefa Piłsudskiego. Wiersze ułożone są chronologicznie. Tom rozpoczyna się utworem Kraków, w którym to mieście rozpoczęła się droga Legionów. Kolejne utwory opisują kluczowe momenty historyczne, m.in. Rok 1914, Listopad 1918. Utwory pisane są w podniosłej tonacji, stylizowanej na poezję romantyczną. Zawierają aluzje, cytaty i odwołania do pisarzy, jak Cyprian Kamil Norwid, Stanisław Wyspiański, Stefan Żeromski.
Tom wpisywał się w budowę kultu Józefa Piłsudskiego. Większość utworów napisana jest w konwencji liryki roli, w której podmiotem jest sam Piłsudski. Jawi się on jako samotnik, postać przerastająca własny naród i próbująca, raczej bezskutecznie, skierować go na drogę do wielkości.